# Останнє випробування Шаоліня
Останнє випробування Шаоліня (англ. назва Shaolin Wooden Men) — гонконгський фільм, з Джекі Чаном у головній ролі. Кінофільм вийшов на екрани в 1976 році.

## Сюжет
Молодий парубок по прізвиську Мовчун вирушає в монастир Шаоліня, щоб навчитися кунг-фу і помститися вбивці свого батька. Мовчуном його прозвали за те, що після смерті батька в бійці з майстром бойових мистецтв він перестав говорити. У монастирі Кунг-Фу його навчають усі майстри, оцінивши цілеспрямованість хлопця. Але найцінніший досвід однієї людини — поміщеного у в'язницю в секретній печері біля монастиря, який учить Мовчуна секретним способам смертельних ударів.
Після навчання Мовчун проходить контрольний іспит Дерев'яних бійців — довгий коридор, в якому стоять тридцять шість дерев'яних механічних макетів. Вони нападають на того, що будь-якого увійшло до коридору. Мовчун з успіхом долає цей тест.
Незабаром після успіху Мовчуна його «учитель-ув'язнений» втікає і починає мстити все тим, хто ув'язнив його. Настоятель монастиря, відчуваючи відповідальність за цю втечу, засліплює себе і видаляється з монастиря. Мовчун з новим настоятелем монастиря починають пошуки ченця-вбивці, який на той час вже розправився з усіма своїми недругами поза стінами монастиря. У його списку залишилися тільки ченці, а також намір зруйнувати монастир.
Один з ченців передає Мовчунові книгу, що містить військовий стиль кунг-фу. Мовчун осягає цей стиль за допомогою настоятеля монастиря. І до приїзду ченця-вбивці Мовчун готовий вже зустріти його в битві. До того ж хлопець дізнається, що, виявляється, його колишній «учитель» і є вбивцею його батька.
І у фінальній сутичці виходить так, що чернець-вбивця вбиває себе сам. У закінченні Мовчун стає ченцем монастиря Шаолінь.